# Magliano Sabina
Magliano Sabina ist eine italienische Gemeinde mit 3459 Einwohnern (Stand 31. Dezember 2023) in der Provinz Rieti in der Region Latium.
Die Fraktion Foglia ist Mitglied der Vereinigung I borghi più belli d’Italia (Die schönsten Orte Italiens).

## Geographie

Lage der Gemeinde Magliano Sabina in der Provinz Rieti

Magliano Sabina liegt 69 km nördlich der Landeshauptstadt Rom, 55 km westlich der Provinzhauptstadt Rieti und 38 km südwestlich von Terni. Sie ist die westlichste Gemeinde der Provinz Rieti und liegt in den Sabiner Bergen oberhalb des Tals des Tiber an der Grenze zu Umbrien. Das Gemeindegebiet erstreckt sich vom Tiber bis in die Hügellandschaft der Sabina über eine Höhendifferenz von 31 bis 277 m s.l.m.
Die Gemeinde befindet sich in der Erdbebenzone 2 (mittel gefährdet) und in der klimatischen Einordnung italienischer Gemeinden in der Zone D, 1 769 GR/G.
Zur Gemeinde gehören die Ortsteile (Frazioni) Beradelli (240 m, ca. 200 Einwohner), Chiorano (136 m, ca. 50 Einwohner), Colle Micotti (275 m, ca. 30 Einwohner), Foglia (85 m, ca. 50 Einwohner), Giglio (200 m, ca. 30 Einwohner), Madonna degli Angeli (223 m, ca. 270 Einwohner) und Mezzamora (223 m, ca. 25 Einwohner). Der Hauptort Magliano Sabina hat ca. 2000 Einwohner.
Die Nachbargemeinden sind Calvi dell’Umbria (TR), Civita Castellana (VT), Collevecchio, Gallese (VT), Montebuono, Orte (VT) und Otricoli (TR).

## Verkehr
- Die Gemeinde liegt mit der Autobahnauffahrt Magliano Sabina an der A1 Autostrada del Sole. Die Autobahn wird hier von der strada statale 3 Via Flaminia (SS 3) gekreuzt. Der Bahnhof Civita Castellana - Magliano an der Bahnstrecke Florenz–Rom liegt 6 km vom Ortszentrum entfernt jenseits des Ponte Felice über den Tiber.

## Geschichte
Der Legende nach stammt der Ortsname von Titus Manlius Torquatus, was allerdings eine Erfindung ist. Erstmals dokumentiert wurde der Ort im Jahr 867 im Registrum Farfense als ein Besitz des Klosters Farfa. 1145 nannte der arabische Weltreisende Al-Idris Magliano einen der wichtigsten Orte in der Sabina. Am 13. Juni 1311 musste er sich der Stadt Rom unterwerfen. In den zwanziger Jahren des 15. Jahrhunderts kämpften die zwei Condottieri Muzio Attendolo Sforza und Braccio Fortebraccio um den Besitz, was der letztgenannte gewann. Papst Alexander VI. erklärte Magliano 1495 zur Stadt und vergab den Bischofssitz des Bistums der Sabina hierher. Wirtschaftliche Bedeutung besaß eine Furt am Tiber, die aber von Papst Sixtus V. 1588 zugunsten seiner neuen Brücke, des Ponte Felice, aufgehoben wurde. In der Folgezeit gehörte die Stadt bis 1861 zum Kirchenstaat und dann zu Italien.

## Bevölkerungsentwicklung
| Jahr      | 1861 | 1881 | 1901 | 1921 | 1936 | 1951 | 1971 | 1991 | 2001 |
| --------- | ---- | ---- | ---- | ---- | ---- | ---- | ---- | ---- | ---- |
| Einwohner | 2436 | 3116 | 3723 | 4140 | 4264 | 4386 | 3672 | 3702 | 3745 |

Quelle: ISTAT

## Politik
Giulio Falcetta (Lista Civica: Magliano Futura Insieme) wurde am 26. Mai 2019 zum neuen Bürgermeister gewählt.

## Sehenswürdigkeiten

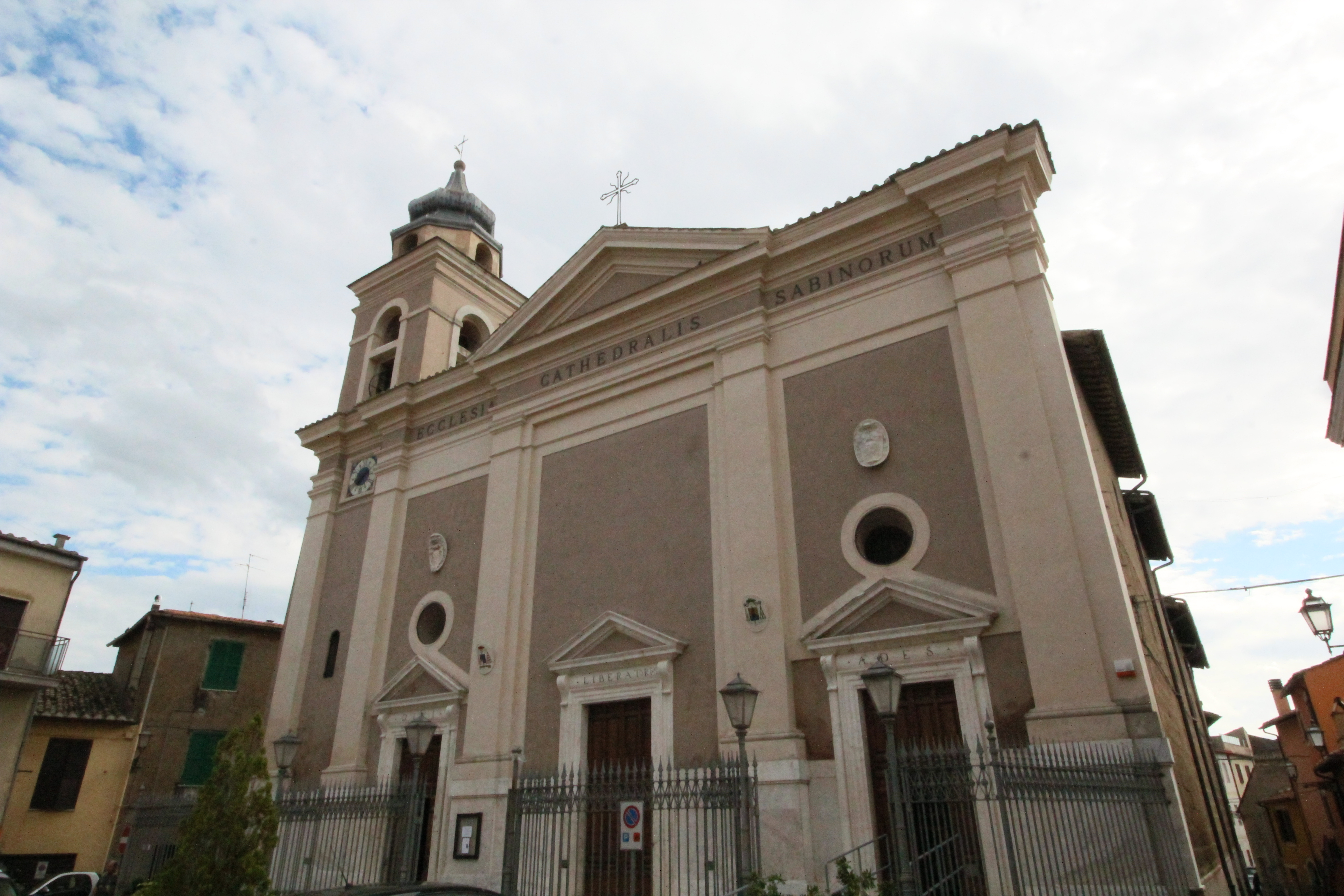
Der Duomo di Magliano Sabina (Chiesa di San Liberatore, Cattedrale dei Sabini)

- Der Duomo di Magliano Sabina (auch Chiesa di San Liberatore und Cattedrale dei Sabini genannt) wurde 1498 geweiht und befindet sich im Ortskern; er wurde 1735 erneuert. Sie ist Konkathedrale des Bistums der Sabina. Außen zeigt sie zwei Wappen von Kardinalbischöfen. Im Inneren ist ein Tafelbild (Incoronazione della Vergine mit der Predella Miracolo della Madonna di Uliano) von Rinaldo Jacovetti (Rinaldo da Calvi)[7] vorhanden. Dazu kommen zwei weitere Altargemälde aus der Renaissance. Das große Fresko in der Apsiskalotte stammt von Giovanni Domenico Piestrini aus dem Jahre 1737 und stellt eine Himmelfahrt Marias dar.
- Die Chiesa di San Pietro ist eine romanische Kirche im Ortskern.[7] Sie ist dreischiffig und besitzt zehn unterschiedlich geformte Säulen und Kapitelle als römische Spolien.
- Die Chiesa di San Michele ist eine Kirche am Beginn des Ortskerns. Sie enthält zwei antike Spolien in Form von römischen Aschenurnen und zwei Ziborien für die Aufbewahrung von Hostien aus dem 15. Jahrhundert. Außerdem ist eine Sacra Conversazione mit der Madonna und Heiligen von Interesse. Im linken Seitenschiff ist die Grabplatte von Kardinalbischof Marcello Mimmi zu sehen.[8]
- Das Santuario della Madonna delle Grazie ist ein Heiligtum kurz außerhalb der Stadtmauern. Es entstand um 1800 über einer älteren Struktur aus dem Mittelalter. Im Inneren befindet sich ein großer Hauptaltar mit einer Darstellung der Schutzmantelmadonna mit einem silbernen Überzug, der eine Stiftung des venezianischen Condottiere Mariano Falcone ist, der aus Magliano stammte. Zudem ist eine romanische Krypta mit Fresken aus dem 15. Jahrhundert vorhanden.[9] Außer einem Fresko des heiligen Franziskus sind auch etliche Graffiti von Besuchern vorhanden: Das wichtigste ist eines von Alfonso d’Aragona, König von Aragon, Majorka, Sardinien, Sizilien und Neapel, genannt Alfons der Großmütige; die Datierung ist der 20. eines der Monate September, November oder Dezember 1447.
- Der Palazzo Comunale am Largo Francesco Crispi enthält das Archivio storico del Comune di Magliano Sabina, das Dokumente ab dem 14. Jahrhundert aufweist.[10]
- Der Palazzo Gori beherbergt seit 1991 das Museo Civico di Magliano Sabina (Archäologisches Museum).[11] Das Museum zeigt diverse Objekte aus den Grabungen in der Umgebung des Ortes, hauptsächlich Vasen. Eine Pyxis mit vier Pferdeprotomen ist das wichtigste Stück. Einer der bedeutendsten Fundorte ist die Nekropole von Poggia Sommavilla.
- Die Kirche Santa Maria del Giglio liegt weit außerhalb des Zentrums im Süden, war unter Papst Sixtus IV. zuerst ein Kloster der Clareni, dann der Franziskaner und der Passionisten. Seit 1865 ist es im Gemeindebesitz und dient den Brüdern des Ordens des heiligen Vinzenz von Paul als Konvent.
- Das befestigte mittelalterliche Dorf Foglia liegt in auffälliger Position direkt über der Autobahn A1. Es besitzt einen Palazzo Orsini und die Kirche Santa Maria Assunta.

## Persönlichkeiten
- Gianbernardino Scotti (1478–1568), Kardinal